# روسلان استراتنویچ
 روسلان استراتنویچ (روسی: Русла́н Лео́нтьевич Страто́нович؛ زاده ۳۱ مهٔ ۱۹۳۰ درگذشته ۱۳ ژانویهٔ ۱۹۹۷) یک دانشمند در زمینه نظریه احتمالات اهل روسیه بود.